# Stortingsvalget 1903
Stortingsvalget 1903 i Norge blev afholdt i perioden mellem 6. august til 16. september 1903. Dette var det sidste stortingsvalg som blev valgt med valgmænd.
Valget vindere var samarbejdet mellem Høyre, Moderate Venstre og Samlingspartiet som fik 62 af Stortingets 117 pladser.

## Resultat
| Parti                                                                             | Stemmer | %    | Pladser | +/– |
| --------------------------------------------------------------------------------- | ------- | ---- | ------- | --- |
| Høyre                                                                             | 106 042 | 44,8 | 47      | +16 |
| Moderate Venstre                                                                  | 106 042 | 44,8 | 10      | +4  |
| Samlingspartiet                                                                   | 106 042 | 44,8 | 5       | –   |
| Venstre                                                                           | 101 142 | 42,7 | 48      | –29 |
| Arbeiderdemokratene                                                               | 101 142 | 42,7 | 2       | +2  |
| Arbeiderpartiet                                                                   | 22 948  | 9,7  | 5       | +5  |
| Andre                                                                             | 6 509   | 2,8  | 0       | –   |
| Forkastede                                                                        | 3 862   | –    | –       | –   |
| Totalt                                                                            | 240 503 | 100  | 117     | +3  |
| Deltagelse                                                                        | 433 273 | 55,5 | –       | –   |
| Kilde: Nohlen & Stöver, NSD Polsys Arkiveret 7. december 2014 hos Wayback Machine |         |      |         |     |